# Vladimirs Mukins
Vladimirs Mukins (ur. 28 stycznia 1993 w Windawie) – łotewski piłkarz, grający na pozycji prawego pomocnika.

## Kariera piłkarska

### Kariera klubowa
Jest wychowankiem drużyny FC Tranzits. 1 lipca 2009 roku podpisał kontrakt z seniorskim zespołem tego klubu, występującego wówczas w I lidze. W sezonie 2009 zajął z tą drużyną 7. miejsce. W następnym sezonie jego ekipa uplasowała się na, przedostatniej, 9. pozycji. Miejsce to oznaczało konieczność rozegrania barażu o utrzymanie, jednak jego klub oddał mecze walkowerem i w efekcie spadł z I ligi. 1 lipca 2011 roku na zasadzie wolnego transferu przeszedł do klubu FK Ventspils. W sezonie 2011 jego drużyna zdobyła mistrzostwo Łotwy. W następnym sezonie zajął z tym zespołem 3. miejsce. Jego drużyna zdobyła 74 punkty – 4 mniej od pierwszego Daugava Dyneburg. Dzięki 3. pozycji mogli wystartować w I rundzie kwalifikacyjnej do Ligi Europy.
W sezonie 2013 zdobył z ekipą mistrzostwo kraju. Dzięki temu mógł wystąpić w II rundzie kwalifikacyjnej do Ligi Mistrzów.
W następnym sezonie jego zespół powtórzył sprzed roku – FK Ventspils znowu okazał się najlepszym zespołem na Łotwie.
Nie ma informacji o tym do kiedy wiąże do umowa z klubem FK Ventspils.

### Kariera reprezentacyjna
Vladimirs Mukins wystąpił w czterech meczach reprezentacji Łotwy U-18 oraz w trzech spotkaniach tej reprezentacji do lat 19.
W latach 2013–2014 był powoływany na mecze reprezentacji Łotwy U-21. Wystąpił w tej reprezentacji w ramach eliminacji do Mistrzostw Europy U-21 w 2015 roku w Czechach. Jednak jego drużyna zajęła dopiero, przedostatnie, 4. miejsce w grupie, i w efekcie nie zakwalifikowała się na te mistrzostwa.

## Sukcesy i odznaczenia
- Mistrzostwo Łotwy (3 razy): 2011[3], 2013[5], 2014[6]